# بروایلر
بروایلر (به آلمانی: Bärweiler) یک شهر در آلمان است که در باد کرویتسناخ واقع شده‌است.